# Rabla albastră
Rabla albastră (titlu original: Blue Ruin) este un film american thriller de răzbunare din 2013 regizat de Jeremy Saulnier. Rolurile principale au fost interpretate de actorii Macon Blair, Devin Ratray, Amy Hargreaves și Kevin Kolack. Saulnier a finanțat producția filmului printr-o campanie de succes Kickstarter, pe care MTV a numit-o „exemplul perfect a ceea ce poate realiza crowdfundingul.”
Filmul este numit după un Pontiac Bonneville albastru abandonat pe care îl conduce personajul principal Dwight.
Rabla albastră a avut premiera la Festivalul de Film de la Cannes din 2013 ca parte a secțiunii Cincizecimea regizorilor la 17 mai 2013, și a câștigat premiul FIPRESCI. Filmul a fost nominalizat la Premiul John Cassavetes la Premiile Independent Spirit 2015.

## Rezumat
Dwight Evans, un vagabond, trăiește într-un Pontiac Bonneville albastru, dărăpănat, în Delaware. El supraviețuiește căutând mâncare în tomberoane și bani. După ce a aflat despre eliberarea iminentă a lui Wade Cleland, bărbatul care i-a ucis părinții cu douăzeci de ani mai devreme, Dwight se întoarce în orașul său natal din Virginia. El sparge o camionetă pe drum din care fură o armă, dar o distruge încercând să deblocheze încuietoarea declanșatorului cu o rangă.
Dwight parchează în fața închisorii, îi urmărește pe cei din familia Cleland care îl întâmpină pe Wade și pleacă într-o limuzină și îi urmărește. Merg la un club din zonă pentru a sărbători eliberarea lui Wade. Dwight îl urmărește pe Wade până la toaleta clubului și îl înjunghie mortal în tâmplă folosind un cuțit pe care l-a luat din bucătăria clubului în timp ce se strecura în clădire. Înapoi spre mașină, Dwight folosește aceeași lamă pe care a folosit-o pentru a-l ucide pe Wade pentru a tăia una dintre anvelopele limuzinei, dar se taie grav la o mână. Urcat în Pontiac Bonneville, Dwight își dă seama că nu are cheile, după ce le-a scăpat în toaletă. Dwight fură limuzina familiei Cleland. William, un membru adolescent al familiei Cleland, se află încă pe un loc din spate al limuzinei. Dwight îi dă drumul. Pe fugă, William îi spune că nu Wade i-ar fi ucis pe părinții lui Dwight.
După ce și-a aranjat părul și s-a făcut curat, Dwight o vizitează pe sora sa, Sam, pentru prima dată în ultimii ani și îi spune că l-a ucis pe Wade. Sam este șocată, dar ușurată de această revelație. Deoarece crima nu a fost raportată la știri, Dwight presupune că familia Cleland a decis să se răzbune fără implicarea poliției. Cum mașina lui Dwight este înregistrată pe adresa lui Sam, ea fuge de acasă împreună cu fiicele ei, iar Dwight așteaptă aici atacul familiei Cleland. Cei doi frați ai lui Wade, Teddy și Carl, ajung în mașina lui Dwight. În timp ce Dwight evadează, dă peste Teddy și îi aruncă corpul inconștient în portbagaj. Înainte să poată pleca, Carl trage în coapsa lui Dwight cu o arbaletă.
După ce i-a fost tratată rana la un spital, Dwight se întoarce în casa lui Sam pentru a curăța după atac. Îl găsește pe Ben Gaffney, un vechi prieten de liceu, și îi cere ajutorul. După ce i-a dat o pușcă, Dwight îl interoghează pe Teddy sub amenințarea armei pe proprietatea lui Ben. Teddy dezvăluie că Wade nu a fost ucigașul părinților săi și că evenimentele care au dus la uciderea părinților lui Dwight au început deoarece tatăl lui Dwight și soția lui Wade Sr. au avut o aventură. Ca răzbunare, tatăl lui Wade, acum decedat, l-a ucis pe tatăl lui Dwight. Moartea mamei lui Dwight a fost întâmplătoare, deoarece ea se afla în mașină în timpul ambuscadei. Wade Jr. a luat vina asupra lui pentru ca tatăl său, care avea cancer în stadiu terminal, să nu fie nevoit să moară în închisoare. Teddy îi smulge arma lui Dwight, dar este împușcat mortal de Ben dintr-o poziție ascunsă înainte de a putea trage. Dwight și Ben îi pun trupul lui Teddy înapoi în portbagaj și se despart după ce Ben îi dă lui Dwight mâncare și mai multe arme. Pentru a-l împiedica pe Ben să se implice în continuare, Dwight îi sabotează camioneta scoțându-i bateria.
Dwight se duce în casa familiei Cleland și aruncă cât mai multe arme de foc din casă. Îl îngroapă pe Teddy și așteaptă să prindă în ambuscadă familia Cleland. El lasă un mesaj pe robotul telefonului despre moartea lui Teddy și le cere să nu o amestece pe Sam în disputa lor. Carl Cleland, sora sa mai mare, Kris, și verișoara lor Hope se întorc și ascultă mesajul lui Dwight. Când devine clar că familia Cleland intenționează s-o omoare și pe Sam și că o vor căuta în Pittsburgh, Dwight îl împușcă pe Carl. Apoi ține femeile sub amenințarea armei în timp ce se gândește cu voce tare dacă ar trebui să le omoare pe toate. William, apare pe o altă ușă și îl împușcă pe Dwight. William refuză ordinul lui Hope de a-l ucide pe Dwight, în timp ce Dwight îl dezarmează pe William. Dwight își dă seama curând că a fost rănit mortal și îi spune lui William să plece cu mașina sa. După ce William pleacă, Dwight le spune femeilor că William este fratele său vitreg, ca urmare a aventurii părinților lor. Hope îl atacă pe Dwight în timp ce Kris întinde mâna după o armă ascunsă sub un scaun din apropiere. Kris o ucide accidental pe Hope și îl împușcă și pe Dwight înainte ca el, la rândul său, să o împuște mortal. William abătut își lasă arma în drum spre mașina lui Dwight, în timp ce Dwight moare pe podea, mormăind că cheile sunt în mașină. A doua zi, o carte poștală de la Sam către Dwight apare în casa surorii sale, dezvăluind că acum locuiește cu familia ei în Virginia.

## Distribuție

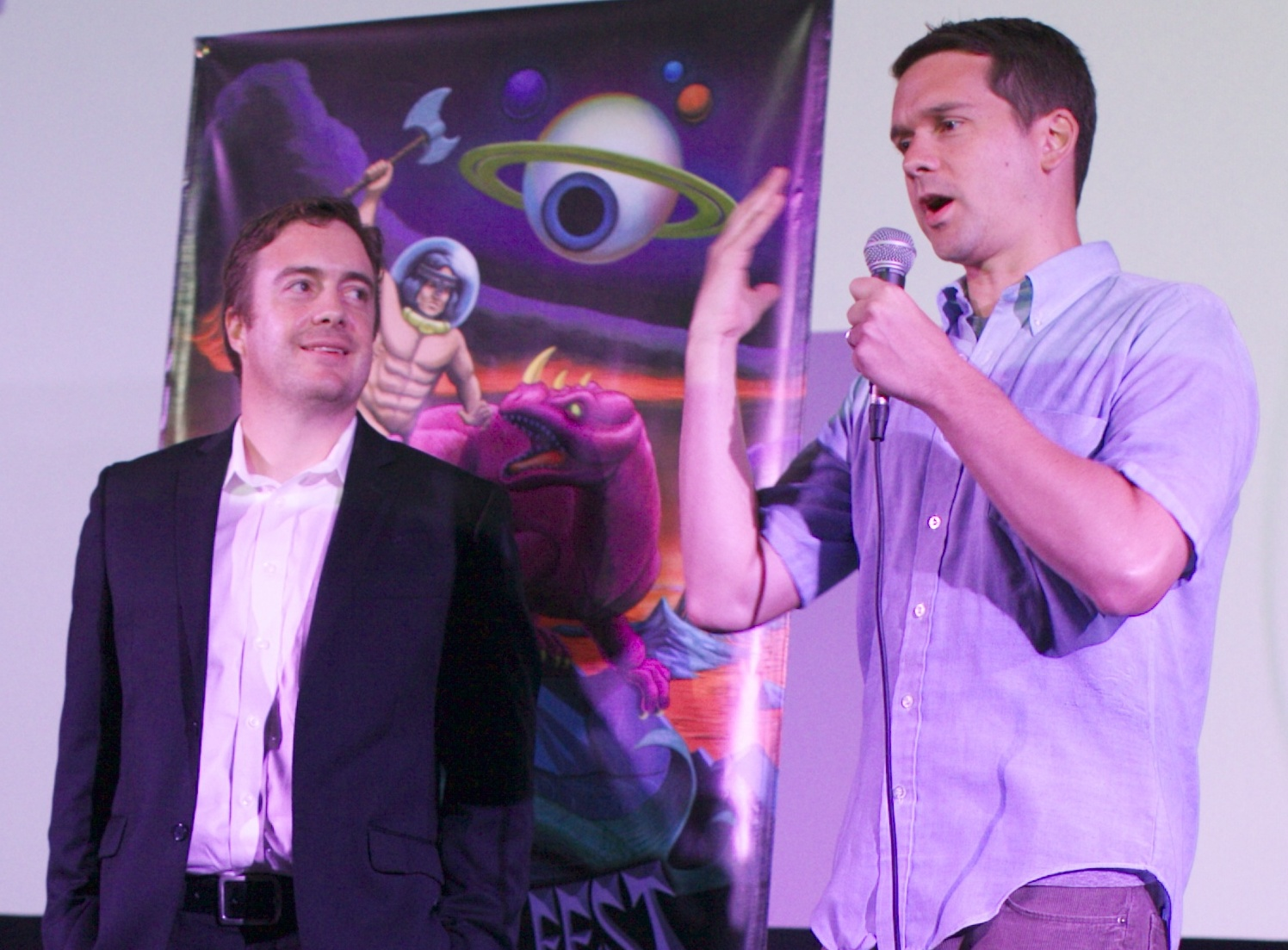
Macon Blair (stânga) cu regizorul Jeremy Saulnier, la premiera filmului din 2013 de la Fantastic Fest.

- Macon Blair – Dwight
- Devin Ratray – Ben Gaffney
- Amy Hargreaves – Sam
- Kevin Kolack – Teddy Cleland
- Eve Plumb –  Kris Cleland
- David W. Thompson – William
- Brent Werzner – Carl Cleland
- Stacy Rock – Hope Cleland
- Sidné Anderson – Officer Eddy